# ムハンマド・サルマーウィー
ムハンマド・サルマーウィー（アラビア語: محمد سلماوي 、英語: Mohamed Salmawy、Muḥammad Salmāwī、1945年 - ）は、エジプトの劇作家、小説家、コラムニスト、翻訳家。エジプト作家組合委員長、アラブ作家組合事務局長。
カイロ大学英文科卒業。カイロ大学教員、エジプト文化省次官、1991年-1993年週刊『アルアハラム』紙編集者、エジプト憲法改正50人委員会広報担当を歴任した。

## 経歴
学歴
- ビクトリア大学 (アレクサンドリア)（英語）に入学
- 1966年　カイロ大学を卒業、英語文学学士
- 1969年　オックスフォード大学でシェイクスピア演劇論を修める
- 1970年　バーミンガム大学で英国史の卒業証書を取得
- 1975年　カイロアメリカン大学（英語）より修士号を受ける。パブリック・コミュニケーション

職歴
- 1966年から1970年まで　カイロ大学の芸術学部英文学副講師
- 1970年から1988年まで　『アルアハラム』の国際面編集者
- 1977年から1979年まで　政治戦略研究センター専門家を兼務
- 1988年～1989年　文化省対外文化関係次官
- 1989年　『アルアハラム』編集委員
- 『Al-Ahram Hebdo』編集長
- エジプト作家連合会長、アラブ作家連合事務総長

## 受賞歴
- ジェラシュ劇場演劇祭の盾（ヨルダン）。エジプトを代表する『サロメ』の戯曲に対して。
- アフリカ図書賞

## 主な著作
- Muḥammad Salmāwī（著）、William M. Hutchins（改訂）、Amira El Maghraby（訳）『Come back tomorrow and other plays』、電子書籍（初版）、カイロ : Alef Publication House、ワシントンD.C. : Three Continents Press（アメリカとカナダ販売）、1984年。英語版。OCLC 571503116。
- Mohamed Salmawy『Bāb al-tawfīq : wa-qiṣaṣ uh̲rá』（アラビア語：『باب التوفيق : وقصص أخرى 』）、マディーナ、アルカヒラ：ダル・アルスラーク、1994年。アラビア語版。ISBN 9770902411, 9789770902417、OCLC 587937099。
- Mohamed Salmawy『Last Station : Naguib Mahfouz Looking Back.』、電子書籍、カイロ : カイロ・アメリカン大学出版局、2000年。英語版。ISBN 9781936190539, 1936190532、OCLC 922965392。ナギーブ・マフフーズの伝記。
  - 英語訳　Najīb Maḥfūẓ、Mohamed Salmawy『Naguib Mahfouz at Sidi Gaber : reflections of a Nobel laureate, 1994-2001 : from conversations with Mohamed Salmawy.』、カイロ : カイロ・アメリカン大学出版局、チチェスター : Wiley、2001年。アラビア語から翻訳、対談集。ISBN 977424673X, 9789774246739、OCLC 185908735。
  - アラビア語版　Mohamed Salmawy『Naǧīb Maḥfūẓ, al-maḥaṭṭaẗ al-ah̲īraẗ』、マディーナ、アルカヒラ：ダル・アルスラーク、2006年。ISBN 9770919039, 9789770919033、OCLC 864008337。
  - フランス語訳　Mohamed Salmawy『NAGUIB MAHFOUZ - Le dernier train』、電子書籍、パリ: Harmattan〈シリーズ：Harmathèque〉、2009年。ISBN 9782296069138, 2296069134、OCLC 848105242。

- Muḥammad Salmāwī『Butterfly wings』、カイロ・アメリカン大学出版局（The American University in Cairo Press）〈シリーズ：Modern Arabic literature〉、2014年。英語版。ISBN 9789774166426, 9774166426、OCLC 888565693。